# Grammostola

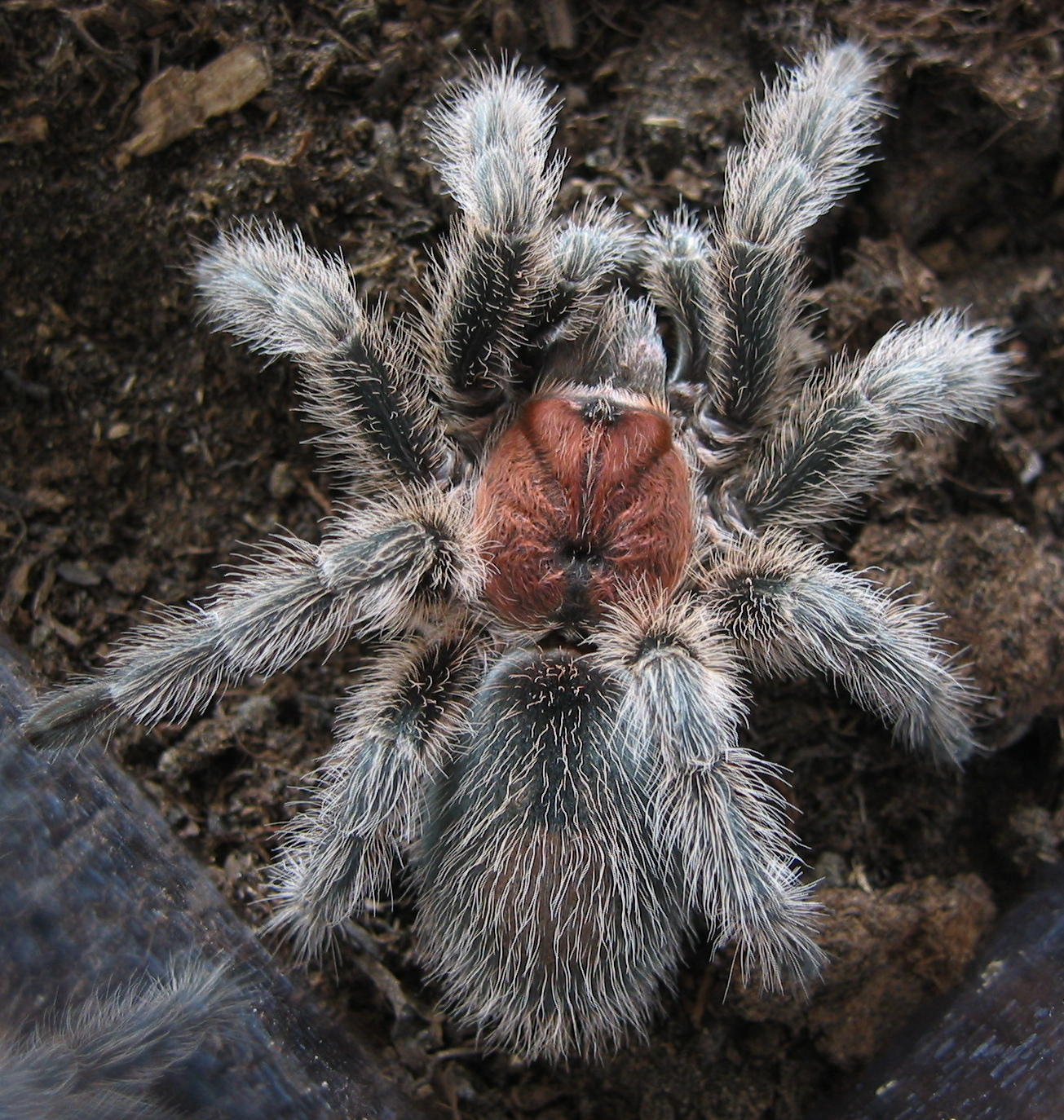
Jungtier einer Roten Chile-Vogelspinne (Grammostola rosea)

Grammostola ist eine Spinnengattung aus der Familie der Vogelspinnen (Theraphosidae) und umfasst derzeit 22 Arten, die alle in Südamerika beheimatet sind. (Stand: März 2017)

## Merkmale
Diese Gattung hat mittelgroße bis sehr große Arten. Beispielsweise erreicht Grammostola anthracina acht Zentimeter, Grammostola pulchripes neun Zentimeter und Grammostola actaeon sogar zehn Zentimeter Körperlänge.
Grammostola-Arten haben auf der Oberseite des Hinterleibs (Opisthosoma), etwa von der Mitte bis zu den Spinnwarzen eine charakteristische, metallisch schimmernde Fläche mit sehr feinen Reizhaaren.

## Verhalten
Grammostola-Arten sind bodenbewohnende Vogelspinnen, die kurze Löcher und Wohnröhren ins Erdreich graben. Sie tapezieren die Wohnröhren mit Spinnseide aus und leben dort während der Häutungsphasen, der Brutzeit und der kalten Monate. Diese Zeit kann bis zu fünf Monate im Jahr betragen. In der übrigen Zeit verstecken sie sich unter Steinen, Wurzeln, Rindenstücken oder Falllaub. Ausgewachsene Weibchen vieler Arten verlassen die Wohnröhre häufig nicht mehr und ernähren sich von den Beutetieren, die in der Nähe ihrer Wohnröhre vorbeiziehen.

## Verbreitung und Lebensraum
Die Gattung besitzt ein großes Verbreitungsgebiet von Chile über Argentinien, Uruguay und Paraguay bis Brasilien. Die Vorkommen von Grammostola monticola und Grammostola rosea in Bolivien sind zweifelhaft. Die einzelnen Arten besitzen teils sehr begrenzte Verbreitungsgebiete. So kommt Grammostola iheringi in Uruguay in einem einzigen Tal vor.
Einige Arten leben in Gebieten mit kalten Wintern mit Temperaturen bis unter den Gefrierpunkt (beispielsweise im Lebensraum von Grammostola pulchra). Viele Arten leben in Gebieten mit enormen Temperaturschwankungen. Das bedeutet sehr hohe Temperaturen und trockene Luft während der Tageszeit gefolgt von eiskalten Nächten. Grammostola rosea ist im trockenen Südsommer keinen hohen Temperaturen ausgesetzt. In Paraguay, der Heimat von Grammostola pulchripes, ist es im Südsommer hingegen feuchter und deutlich heißer.
Durch die Veränderungen im Lebensraum durch den Menschen wegen Viehwirtschaft, Ackerbaus und Holzwirtschaft konnten sich viele Grammostola-Arten ausbreiten. Viele Spinnen finden sich an den Viehweiden und Waldrändern, wie beispielsweise Grammostola actaeon, Grammostola iheringi, Grammostola grossa und Grammostola pulchra.

## Haltung im Terrarium
Grammostola sind häufig im Terrarium anzutreffen, besonders die bei Anfängern beliebte Grammostola rosea, aber auch Grammostola pulchra, Grammostola grossa und Grammostola pulchripes.
Die Grammostola-Arten sind in der Haltung klimatisch anspruchsvoller als andere Vogelspinnen. Viele benötigen im Winter kühlere Temperaturen bis unter 10 °C, da sonst die Zucht nicht gelingt. Auch sind die Haltungsbedingungen der Arten dieser Gattung nicht einheitlich.

## Arten
Der World Spider Catalog listet für die Gattung Grammostola derzeit 20 Arten. (Stand: Dezember 2023)
- Grammostola actaeon (Pocock, 1903)
- Grammostola alticeps (Pocock, 1903)
- Grammostola andreleetzi Vol, 2008
- Grammostola anthracina (C. L. Koch, 1842)
- Grammostola borelli (Simon, 1897)
- Grammostola burzaquensis Ibarra, 1946
- Grammostola chalcothrix Chamberlin, 1917
- Grammostola diminuta Ferretti, Pompozzi, González & Pérez-Miles, 2013
- Grammostola doeringi (Holmberg, 1881)
- Grammostola gossei (Pocock, 1899)
- Grammostola grossa (Ausserer, 1871)
- Grammostola iheringi (Keyserling, 1891)
- Grammostola inermis Mello-Leitão, 1941
- Grammostola mendozae (Strand, 1907)
- Grammostola pulchra Mello-Leitão, 1921
- Grammostola pulchripes (Simon, 1891)
- Grammostola quirogai Montes de Oca, D’Elía & Pérez-Miles, 2016
- Grammostola rosea (Walckenaer, 1837)
- Grammostola subvulpina (Strand, 1906)
- Grammostola vachoni Schiapelli & Gerschman, 1961